# Herde
En herde är en person som vallar betande kreatur, ofta får. Ordet har en viktig metaforisk betydelse inom kristendomen, bland annat i psalmen Herren är min herde och uttrycket kyrkoherde. Ett annat ord för herde är getare.

## Bilder

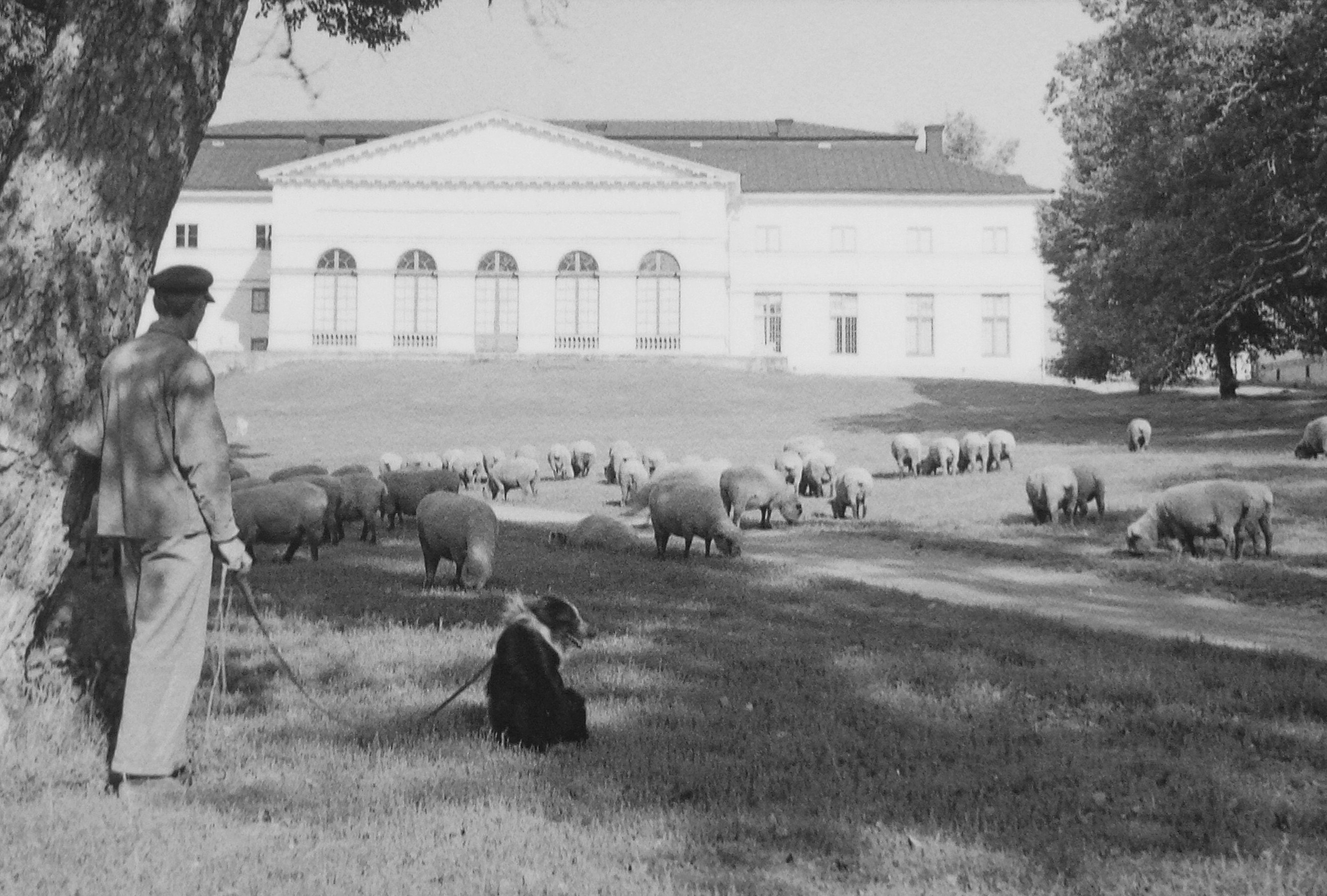
Fårbete med Kungens får i Drottningholms slottspark under 1950-talet.
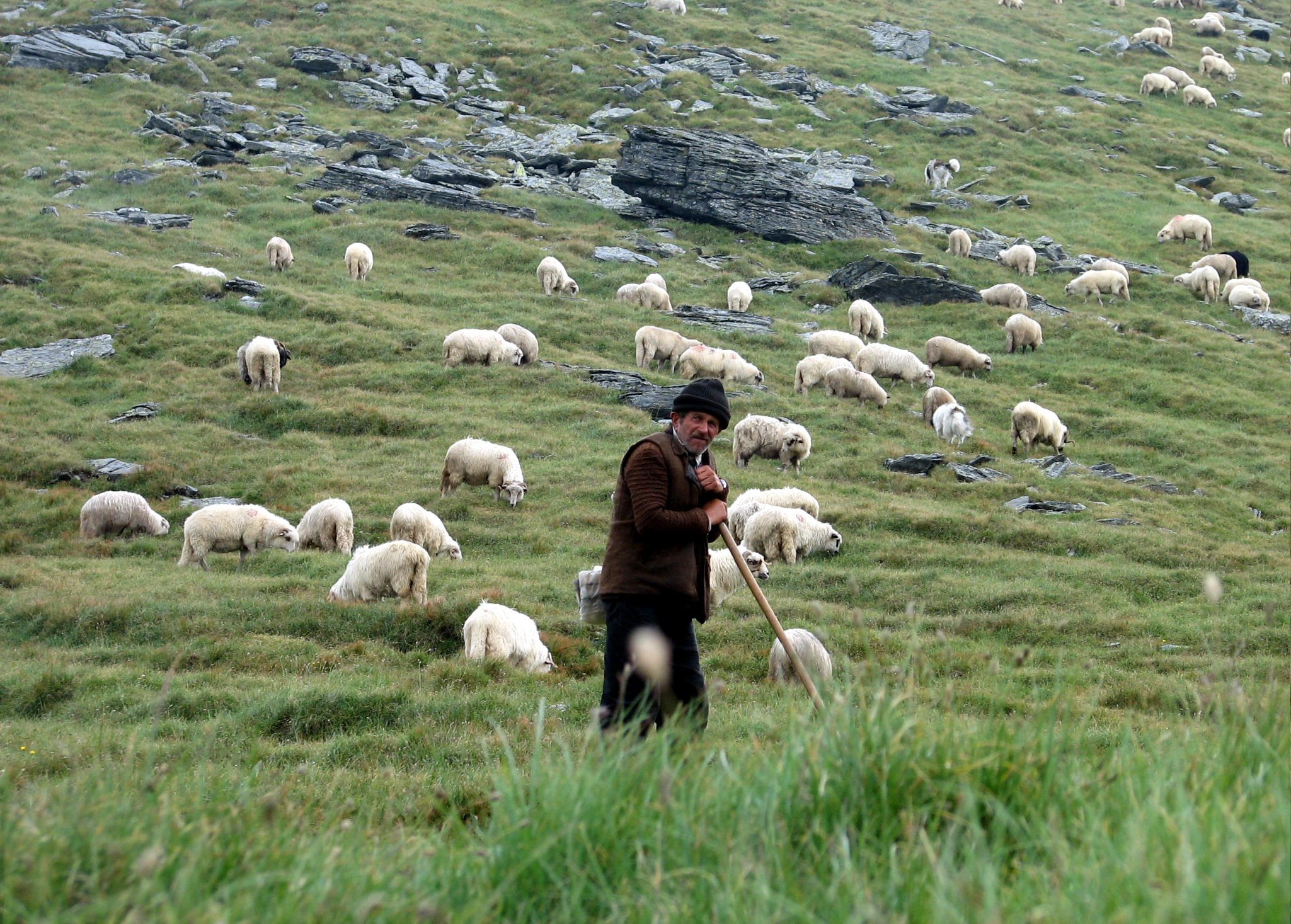
Herde med får i de rumänska bergen.
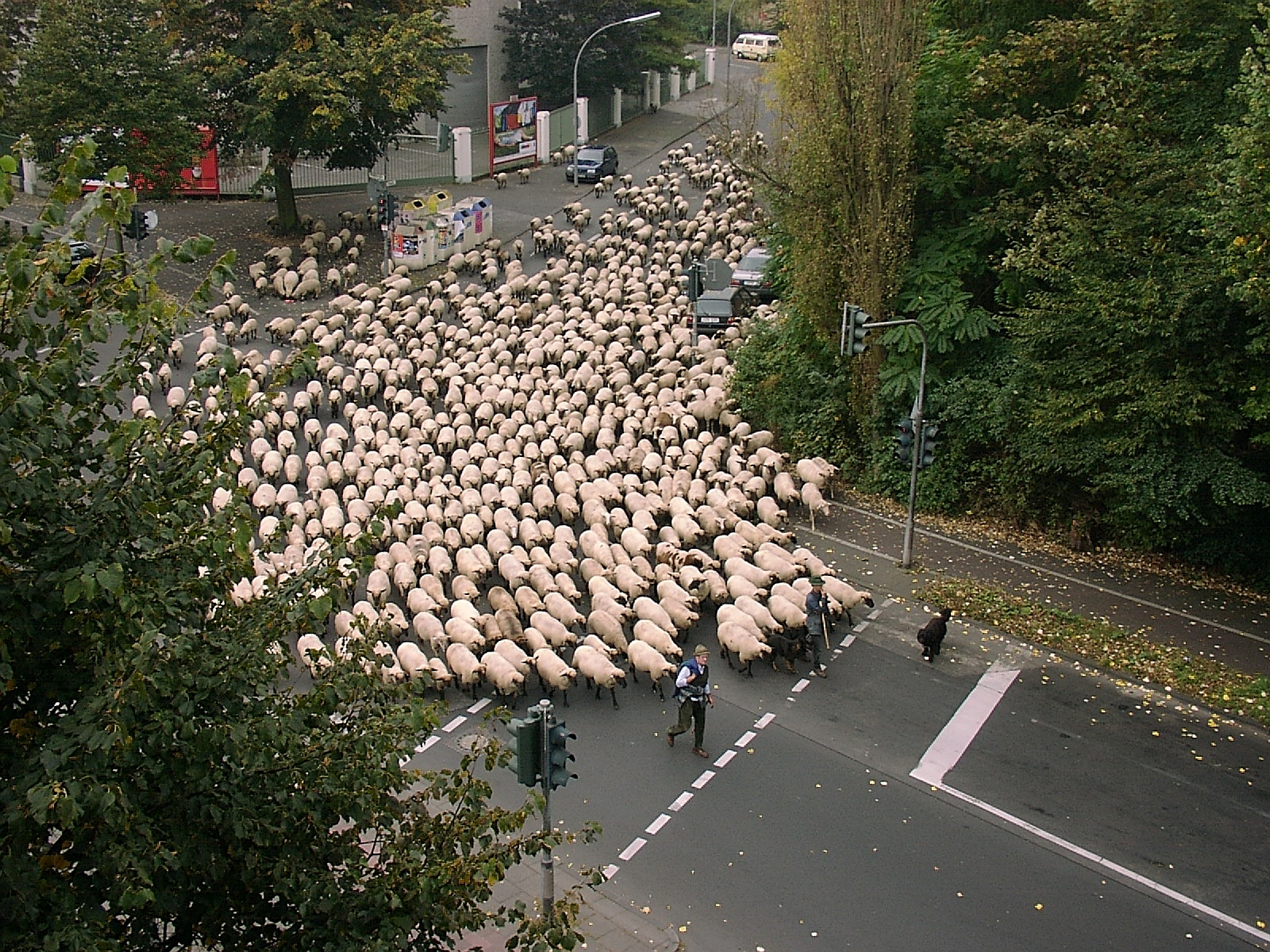
Fåraherdar som driver en flock genom Köln.
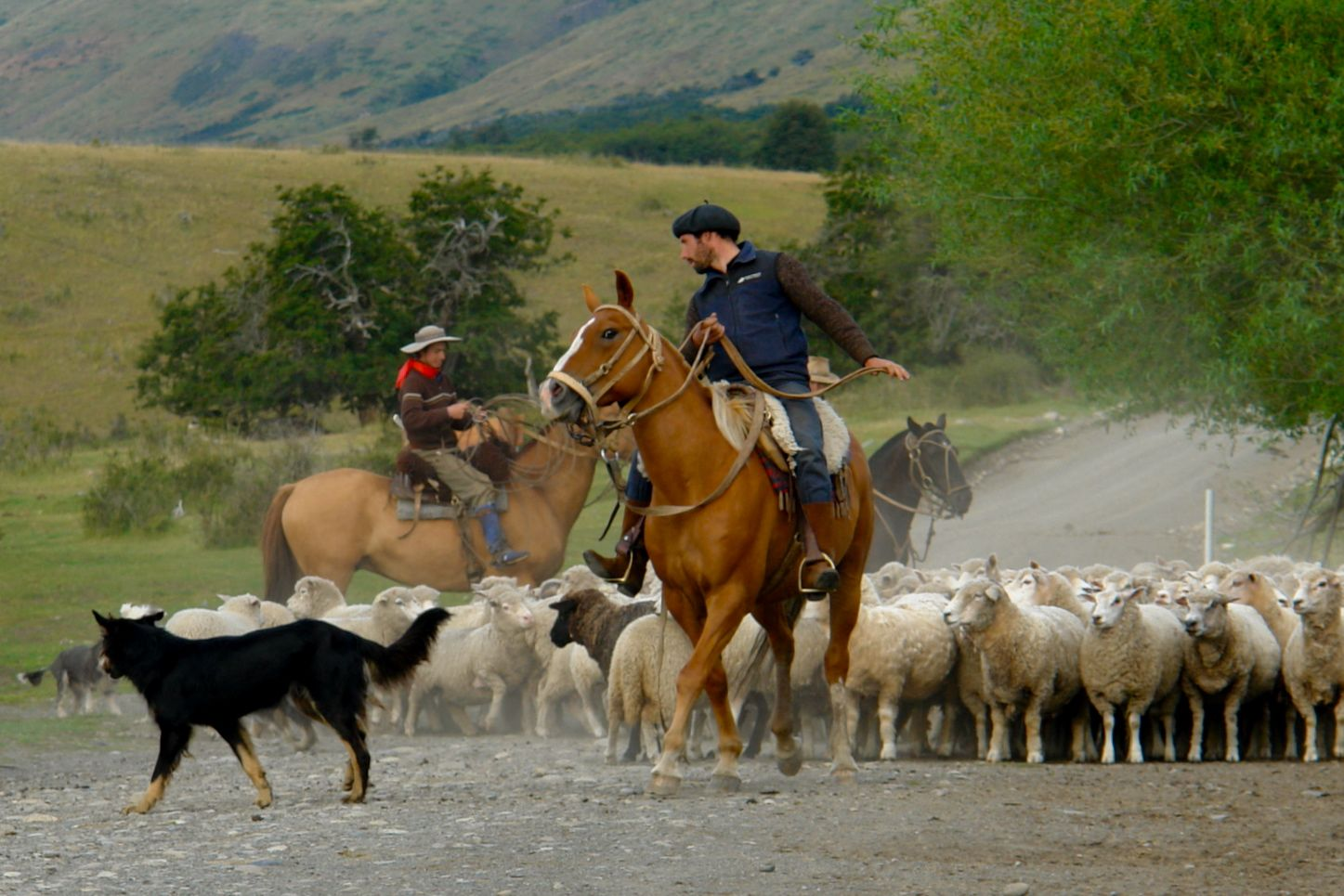
Herde får i Patagonien, Argentina.